# Amazon Kindle
Amazon Kindle là thương hiệu của dòng máy đọc sách điện tử được thiết kế và tiếp thị bởi Amazon.com. Các thiết bị Amazon Kindle cho phép người dùng có thể duyệt, mua, tải xuống và đọc sách, báo, tạp chí điện tử và các phương tiện truyền thông kỹ thuật số khác qua mạng không dây kết nối với Kindle Store. Phần cứng của sản phẩm được phát triển bởi chi nhánh Lab126 của Amazon. Khởi đầu như một thiết bị đơn lẻ và hiện nay phát triển hàng loạt các thiết bị khác bao gồm máy đọc sách điện tử hiển thị giấy điện tử E Ink, máy tính bảng chạy hệ điều hành Android với màn hình sắc màu LCD và ứng dụng Kindle hoạt động trên tất cả các nền tảng máy tính lớn. Tất cả các thiết bị Kindle đều tích hợp các nội dung với Kindle Store. Tính đến tháng 1 năm 2017 tại Mỹ, trên hệ thống cửa hàng trực tuyến có hơn 5 tỷ ấn phẩm sách điện tử có sẵn.

## Lịch sử

### Kindle gốc
Amazon phát hành Kindle thế hệ đầu tiên vào 19 tháng 11 năm 2007, giá $399. Thiết bị có màn hình 6 inch với 250 MB bộ nhớ trong. Amazon không bán thế hệ này ngoài nước Mỹ.

### Kindle 2
Vào tháng 2 ngày 10 2009, Amazon công bố Kindle 2. Tính năng Kindle 2, đọc văn bản và bộ nhớ trong 2GB với 1.4GB có thể truy xuất được. Không giống thế hệ trước, Kindle 2 không có SD cards. Nó mỏng hơn Kindle gốc.
Theo iFixIl, Kindle 2 trang bị bộ vi xử lý Freescale 532 Mhz,ARM-11 90 nm, 32MB bộ nhớ, 2GB NAND flash lưu trữ và pin lithium pylymer 1530 MAh.

### Kindle 3
Amazon công bố Kindle thế hệ mới vào 28 tháng 7 năm 2010. Trong khi Amazon không chính thức gắn số vào cuối tên Kindle để biểu thị thế hệ, hầu hết nhận xét, khách hàng và nhà xuất bản xem như Kindle 3.
Kindle 3 có 2 phiên bản. Một là Kindle Wi-Fi, giá khởi đầu là 139 USD và kết nối Internet qua Wi-fi. Phiên bản kia có giá 189 USD và bao gồm 3G và Wi-fi.